# Proteína fosfatasa dual específica Slingshot
La enzima Proteína fosfatasa dual específica Slingshot cataliza la reacción de defosforilación de una fosfoproteína.
fosfoproteína + H2O {\displaystyle \rightleftharpoons } proteína + fosfato
Pertenece a la clase dual específica de las proteína fostatasas, EC 3.1.3.48 y 3.1.3.16. Este grupo de enzimas eliminan el grupo fosfato unido a un aminoácido serina, treonina y/o tirosina de un amplio rango de fosfoproteínas incluyendo algunas enzimas que han sido fosforiladas bajo la acción de una kinasa. Son muy importantes en el control de eventos intracelulares en células eucariotas.

## Tipos humanos

### Homólogo 1
Homólogo 1 (SSH1) es una proteína fosfatasa que regula la dinámica de los filamentos de actina. Defosforila y activa el factor cofilina de unión y depolimerización de la actina, que entonces se une a los filamentos de actina y estimula su desmontaje. La fosforilación inhibitoria de la cofilina es mediada por la LIMK1, que también puede ser defosforilada e inactivada por la SSH1. Interacciona con la actina y esto estimula la actividad fosfatasa. También interacciona con la LIMK1 y con las proteínas 14-3-3 YWHAB, YWHAG, YWHAQ, YWHAZ. La interacción con las proteínas 14-3-3 inhibe la actividad fosfatasa. Su localización celular es el citoesqueleto y lamellipodium, y se presenta en cinco isoformas (1, 2, 3, 4 y 5) de 1.049, 692, 148, 737 y 703 AA respectivamente.

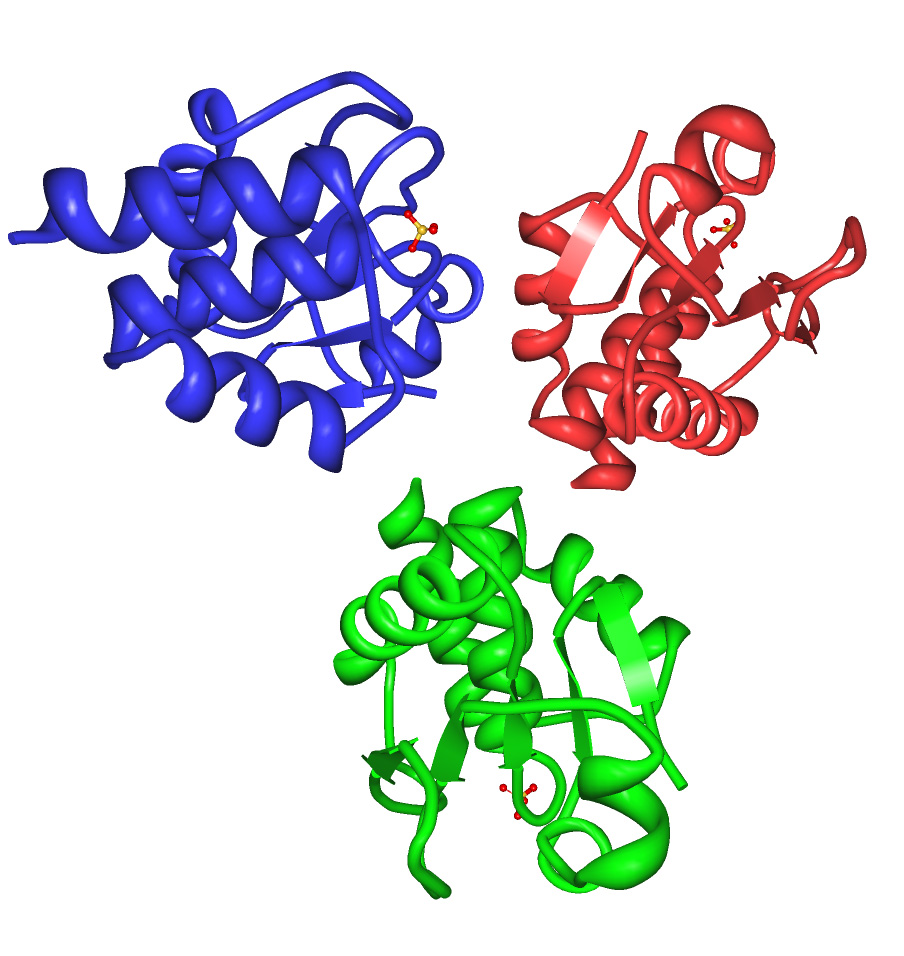
Estructura 3D del trímero de la proteína fosfatasa dual específica Slingshot homólogo 2 humano. PDB 2NT2.

### Homólogo 2
Homólogo 2 (SSH2), tiene la misma función que la SSH1 e interacciona con la actina filamentosa. Su localización celular es el citoesqueleto. Se presenta en cuatro isoformas (1, 2, 3 y 4) de 1.423, 202, 195 y 449 AA respectivamente.

### Homólogo 3
Homólogo 3 (SSH3), tiene la misma función que la SSH1 y SSH2 pero en cambio no se une ni colocaliza con la actina filamentosa. Su localización celular es el citoesqueleto y núcleo, y se presenta en cinco isoformas (1, 2, 3, 4 y 5) de 659, 471, 513, 394 y 141 AA respectivamente.